# Kopydło
Die Kopydło ist ein linker Zufluss der Weichsel in den Schlesischen Beskiden von 7,6 Kilometern Länge. Der Fluss entsteht durch den Zusammenfluss der Gebirgsbäche Łabajów und Głębiczek in dem Stadtteil Głębce von Wisła, die unweit des Bergpasses Przełęcz Kubalonka und der Gipfel Stożek Wielki und Kiczory entspringen. Er mündet in die Weichsel im Stadtteil Dziechcinka an einer Stelle, die Auf der Oase (poln. Na Oazie) genannt wird.